# Oberharz
51°49′00″N 10°22′00″Ø / 51.816667°N 10.366667°Ø
Oberharz er  betegnelsen for den vestlige og højeste del af af de tyske Mittelgebirge Harzen. I store dele når de over 800 moh. og i Hochharz når bjerget Brocken op i 1.141,2 moh.  Området omfater dele af delstaterne Niedersachsen og  Sachsen-Anhalt.
Det er også navnet på et naturreservat (naturschutzgebiet), Oberharz (Naturreservat)  i det kommunefrie område Harz i Landkreis Goslar i Niedersachsen.